# Proalinopsis phacus
Proalinopsis phacus är en hjuldjursart som beskrevs av Myers 1933. Proalinopsis phacus ingår i släktet Proalinopsis och familjen Proalidae. Inga underarter finns listade i Catalogue of Life.